# Final Appointment
Pour plus de détails, voir Fiche technique et Distribution.
Final Appointment est un film britannique réalisé par Terence Fisher, sorti en 1954.

## Synopsis
Un journaliste découvre une série de meurtres en enquêtant sur des menaces anonymes envers un officier à la retraite.

## Fiche technique
- Titre original : Final Appointment
- Titre américain : The Last Appointment
- Réalisation : Terence Fisher
- Scénario : Kenneth R. Hayles, d'après la pièce Death Keeps A Date de Sidney Nelson et Maurice Harrison
- Direction artistique : C.P. Norman
- Costumes : Jackie Breed
- Photographie : Jonah Jones
- Son : H.C. Pearson
- Montage : John Ferris
- Production : Francis Searle
- Société de production : Association of Cinema Technicians
- Société de distribution : Monarch Film Corporation
- Pays d'origine :  Royaume-Uni
- Langue originale : anglais
- Format : Noir et blanc — 35 mm — 1,37:1 — son mono
- Genre : Film policier
- Durée : 65 minutes[1], 61 minutes[2]
- Dates de sortie : Royaume-Uni : octobre 1954

## Distribution
- John Bentley : Mike Billings
- Eleanor Summerfield : Jenny Drew
- Hubert Gregg : Hartnell
- Jean Lodge : Laura Robens
- Sam Kydd : Vickery
- Meredith Edwards : Tom Martin
- Liam Redmond : inspecteur Corcoran
- Charles Farrell : Percy
- Peter Bathurst : Harold Williams
- Arthur Lowe : Barratt
- Gerald Case : l'officiel australien
- Jessica Cairns : la dactylo au Ministère de la Guerre
- Tony Hilton : Jimmy
- Henry De Bray : le directeur du restaurant
- John Watson : le sergent de police

## Autour du film
- ce film a eu une suite (Stolen Assignment) en 1955, également réalisée par Terence Fisher, où l'on retrouve une partie des personnages : Mike Billings, Jenny Drew, l'inspecteur Corcoran